# Mathieu de Trie
Mathieu de Trie († 26. November 1344) war Seigneur de Vaumain, d'Araines, de Ronquerolles et de Liancourt, sowie Marschall von Frankreich.

## Leben
Mathieu de Trie war der älteste Sohn von Renaud de Trie, Seigneur de Vaumain und Jeanne de Hodenc. Sein Vater fiel 1302 in der Sporenschlacht. Im Jahre 1315 hatte er eine Auseinandersetzung mit Jean II. Graf von Aumale, die erst durch das Eingreifen des Königs beigelegt werden konnte. Er wurde 1320 Nachfolger von Jean IV. de Beaumont Marschall von Frankreich, 1321 Mitglied des Conseil étroit und nahm am 21. Februar 1322 in Reims an der Krönung von König Karl IV. von Frankreich teil, der ihn zu seinem Testamentsvollstrecker ernannte. Im Zeitraum von 1324 bis 1326 war er Repräsentant Karls IV. in der Gascogne während des Kriegs gegen die Engländer und die Flamen. Weiterhin war er königlicher Kommissar beim Friedensvertrag mit England, der am 31. März 1326 in Paris unterzeichnet wurde. 
Am 29. Mai 1328 nahm er an der Krönung von Philipp VI. teil, die von seinem Bruder oder Vetter Guillaume de Trie, Erzbischof von Reims, vollzogen wurde; 1334 wurde Mathieu de Trie dessen Erbe. Am 6. Juni 1329 war er einer der Zeugen bei der Huldigung Eduards III. von England in Amiens für das Herzogtum Guyenne. Mathieu de Trie wurde zu einem der Bevollmächtigten ernannt, die in Cambrai die Differenzen zwischen Graf Ludwig I. von Flandern und Herzog Johann III. von Brabant bezüglich der Stadt Mechelen klären sollten (Friedensvertrag von Cambrai vom 2. August 1334). 1337 bot er gemeinsam mit anderen großen Herren der Normandie dem König an, eine gewisse Anzahl von Bewaffneten für die Eroberung Englands bereitzustellen. 1342 wurde er zum „Lieutenant-général für die Grenzen Flanderns“ ernannt. Matthieu de Trie verstarb am 26. November 1344.

## Ehen
Er heiratete in erster Ehe vor dem 17. Mai 1320 Jeanne, Dame d’Araines, 1300/24 bezeugt, Witwe von Raoul de Soissons, Seigneur d’Ostel (Haus Nesle), und in zweiter Ehe (mit Ehevertrag vom 2. September 1332) Ide Mauvoisin-Rosny († 1375), Tochter von Gui VII., Seigneur de Rosny, und Laure de Ponthieu, Witwe von Jean III., Graf von Dreux. Die Ehen blieben ohne Nachkommen. 